# Buste van Eddy Snijders

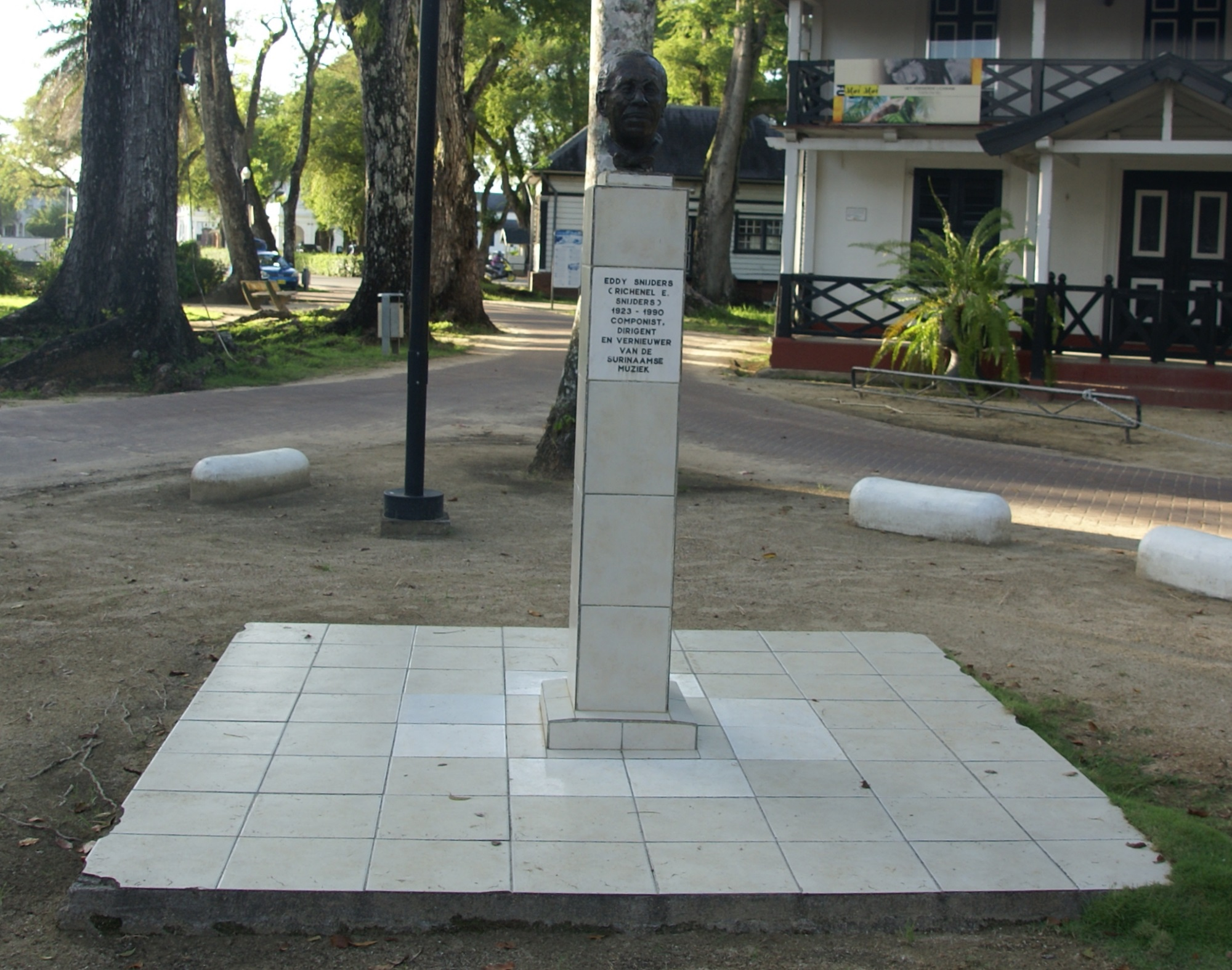
De buste van Eddy Snijders staande op een zuil op een platform.

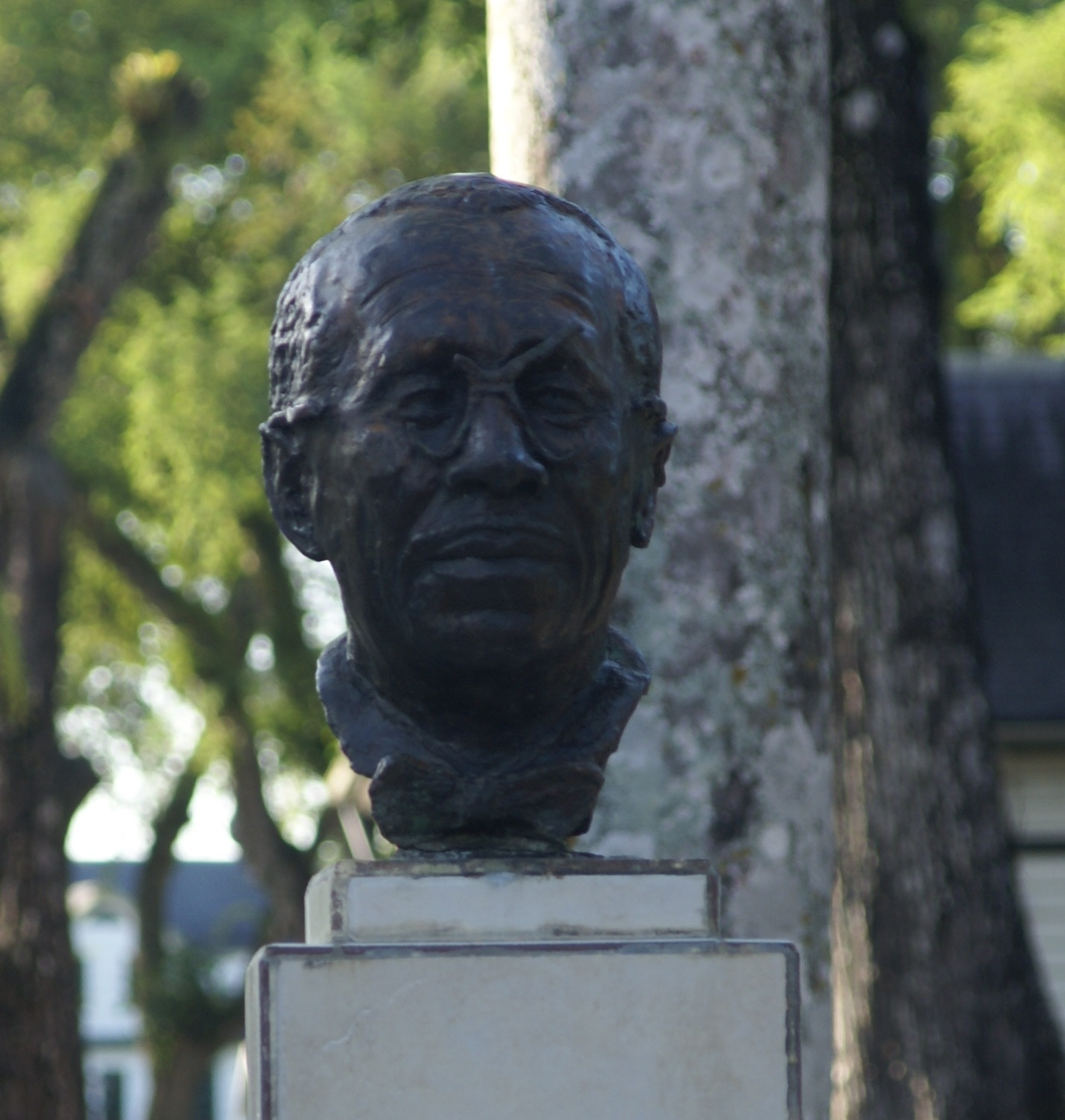
De buste van Eddy Snijders.

De buste van Eddy Snijders staat aan de Zeelandiaweg bij Fort Zeelandia in Paramaribo, Suriname.
Eddy Snijders (1923-1990) was componist en dirigent. De buste werd gemaakt door Erwin de Vries en werd onthuld op 12 mei 2003, tachtig jaar na zijn geboortedag.
De buste is geplaatst op een betegelde vierkante zuil die staat op een betegeld platform. 
Op de zuil staat de tekst:
Eddy Snijders
( Richenel E.
Snijders )
1923 - 1990
componist,
dirigent
en vernieuwer
van de
Surinaamse
muziek